# ヴラティスラフ・グレシュコ
ヴラティスラフ・グレシュコ（Vratislav Greško、1977年7月24日 -）は、スロバキアのサッカー選手。ポジションはDF（左サイドバック）、MF（左サイドハーフ）。

## 経歴
グレシュコは1995年にFKデュクラ・バンスカー・ビストリツァで選手キャリアをスタートすると、インテル・ブラチスラヴァを経て1999年にドイツ・ブンデスリーガのバイエル・レバークーゼンへ移籍した。2000-01シーズンからはイタリア・セリエAのインテル・ミラノへ4年契約で移籍、インテルでは2シーズン在籍しリーグ通算41試合に出場した。
2002年には同じイタリアのパルマFCへ移籍するが出場機会に恵まれず、イングランド・プレミアリーグのブラックバーン・ローヴァーズへ移籍した。左サイドバックの適任者を探していた当時の監督グレアム・スーネスの信頼を得たが、2004年12月に前十字靭帯を損傷すると戦線を離脱した。
怪我の後は出場機会は減り2006年7月の契約期間終了と共にクラブを退団した。その後、1.FCニュルンベルクを経て2007年7月に古巣のバイエル・レバークーゼンと2年契約を結んだ。
2011年3月、2年ぶりにプロサッカー選手として復帰し、ŽPシュポルト・ポドブレゾヴァーに加入した。2015年6月に引退を表明した。
スロバキア代表としては、2002年5月14日のウズベキスタン戦で代表初得点を決めるなど、2007年までに国際Aマッチ34試合に出場し2得点を記録した。